# Paleópyrgos (Étolie-Acarnanie)
Paleópyrgos (grec moderne : Παλαιόπυργος) est une localité située dans le dème de Naupactie, dans le district régional d'Étolie-Acarnanie, dans la périphérie de Grèce-Occidentale, en Grèce.
Selon le recensement de 2021, elle compte 150 habitants.